# Saint-Avit-les-Guespières
Saint-Avit-les-Guespières är en kommun i departementet Eure-et-Loir i regionen Centre-Val de Loire strax norr om centrala Frankrike. Kommunen ligger i kantonen Brou som tillhör arrondissementet Châteaudun. År 2022 hade Saint-Avit-les-Guespières 347 invånare.

## Befolkningsutveckling
Antalet invånare i kommunen Saint-Avit-les-Guespières
Referens:INSEE